# Regis
Regis è un personaggio immaginario creato da R. A. Salvatore, protagonista di alcuni romanzi di Forgotten Realms, ambientazione per il gioco di ruolo Dungeons & Dragons.

## Descrizione
Regis è un halfling, quindi, seguendo i canoni della sua razza, è alto poco più di un metro, ha un viso piuttosto paffuto e grossi piedi pelosi. Viene chiamato anche "pancia-che-brontola", in special modo dal suo grande amico Bruenor Battlehammer.

## Storia
Regis è un ladruncolo dei bassifondi di Calimport e lavora per Pascià Pook. Ammaliato da un rubino con poteri magici, lo ruba al suo datore di lavoro, destandone l'ira. Pook, per riprendersi il pendente, gli metterà alle calcagna Artemis Entreri, uno spietato assassino. Verrà aiutato da Drizzt Do'Urden, un elfo scuro dal cuore nobile, diametralmente opposto ad Artemis. Questo avvenimento farà sì che i due diventino grandi amici e Regis entrerà a far parte del gruppo composto da Bruenor Battlehammer, Wulfgar, Drizzt Do'Urden e Cattie-brie.

## Oggetti magici
Non ama la guerra, quindi l'unico oggetto magico che ha con sé è un rubino che ha il potere di "convincere" la gente. Lo aiuterà in molte occasioni, ma allo stesso modo lo caccierà in grossi guai.